# Waerfrith
Waerfrith († zwischen 907 und 915) war Bischof von Worcester. Er wurde 872 bzw. im Zeitraum von 869 bis 872 zum Bischof geweiht. Er starb zwischen 907 und 915.